# Selbak Turn- & Idrettsforening
Il Selbak Turn- & Idrettsforening è una società calcistica norvegese con sede nella città di Sellebakk, Fredrikstad. Milita nella 3. divisjon, quarto livello del campionato norvegese.

## Storia
Il club militò nella massima divisione norvegese nel campionato 1937-1938 e nel 1947-1948.

## Giocatori

### Il Selbak e le nazionali di calcio
Un solo calciatore del Selbak vestì la maglia della Norvegia mentre era in squadra: si tratta di Harry Kure.

## Palmarès

### Competizioni nazionali
- 4. divisjon: 1

2017

### Altri piazzamenti
- 4. divisjon:

Terzo posto: 2016